# Norifumi Abe
Norifumi Abe (阿部典史?, Abe Norifumi; Tokyo, 7 settembre 1975 – Kawasaki, 7 ottobre 2007) è stato un pilota motociclistico giapponese.
Conosciuto con il soprannome Norick, ha diviso la sua attività tra il motomondiale ed il campionato mondiale Superbike, utilizzando soprattutto moto della casa nipponica Yamaha. Noto per il suo particolare stile di guida a busto eretto, era dotato di una grande aggressività ed era spesso uno dei piloti più veloci in pista, ma scontava il fatto di non avere costanza di rendimento.

## Carriera
Figlio di Mitsuo Abe, pilota di auto da corsa, cominciò la sua carriera giovanissimo, a 11 anni, nei campionati minibike e motocross. A 15 anni iniziò a correre in pista, correndo anche in USA.
Nel 1992 iniziò a gareggiare nel campionato nazionale National A all'interno della categoria classe 250. Nel 1993 passò al All Japan Road Race Championship dove vinse subito il campionato classe 500, diventandone il più giovane vincitore.
Nel 1994, all'età di soli 18 anni, si iscrisse come wild card per disputare il Gran Premio del Giappone della classe 500. L'esordio del giovane pilota sorprese tutti: in qualifica si piazzò al 7º posto, e durante la gara combatté accanitamente per la vittoria con i veterani Doohan e Schwantz, finché scivolò a 2 giri dalla fine.
Kenny Roberts lo vide correre e ne rimase così impressionato che gli offrì un posto nel suo team, permettendogli di disputare altre due gare quell'anno. Abe non tradì le aspettative, ottenendo due ottimi sesti posti, e per questo Roberts gli propose un contratto di due stagioni, sempre all'interno della classe 500.
Nel 1995 si piazzò al nono posto finale, ottenendo il primo podio della sua carriera in Brasile. Nel 1996 si classificò 5º assoluto in campionato, ottenendo tra l'altro la prima vittoria in carriera nell'appuntamento di casa, a Suzuka.
Nel 1997 passò allo Yamaha Team Rainey, di proprietà della leggenda Wayne Rainey. L'annata vide un leggero calo di prestazioni per Abe, che conquistò un buon settimo posto finale ma un solo podio, un terzo posto in Australia. L'anno successivo i risultati migliorarono, con un sesto posto finale e tre podi (un secondo posto a Madrid e due terzi posti a Donington e in Catalogna). 
Nel 1999 Abe decise di passare al team D'Antin, sempre in sella a una Yamaha. In classifica finale si piazzò ancora una volta sesto ma i risultati in gara migliorarono, ottenne infatti quattro podi e la seconda vittoria in carriera, in Brasile. L'anno successivo riuscì ad arrivare due volte secondo e ad ottenere la terza e ultima vittoria in carriera a Suzuka, ma in classifica finale termina ottavo. La stagione 2001 vide Abe concludere al 6º posto finale (pari punti con Carlos Checa), ma riuscì a finire sul podio solo a Jerez, ottenendo un secondo posto dopo una dura lotta per la vittoria con Valentino Rossi, futuro vincitore del mondiale.
Nel 2002, con l'abbandono della classe 500 e la nascita della MotoGP, Abe confermò il 6º posto finale, senza tuttavia mai finire sul podio. Nel 2003 lasciò il team D'Antin e divenne un collaudatore, correndo solo occasionalmente per la Yamaha, come wild card o in sostituzione dell'infortunato Marco Melandri. Corse in tutto cinque gare, ottenendo come miglior risultato un anonimo ottavo posto in Sudafrica. Nel 2004 venne ingaggiato dal team Yamaha Tech 3, tornando ad essere un pilota titolare. Tuttavia l'annata si concluse con un deludente 13º posto in classifica, con il miglior risultato un 7º posto al Mugello. Al termine della stagione Abe annunciò il suo addio al motomondiale. 
Il giapponese decise di passare in Superbike, correndo nel 2005 e nel 2006, ottenendo in entrambi i casi il 13º posto in classifica generale e nessun podio.
Nel 2007 corse l'All Japan Superbike Championship sempre su Yamaha YZF-R1, ottenendo 97 punti e l'ottavo posto finale in classifica, con un 3º posto a Tsukuba come miglior piazzamento.

## La morte
Il 7 ottobre 2007, a bordo di uno scooter, è rimasto incolpevolmente vittima di un incidente stradale, a causa di un camionista che ha fatto un'inversione a "U" su una strada a quattro corsie nei pressi della città di Kawasaki, tagliandogli la strada e impedendogli qualsiasi manovra per evitare la collisione che lo ha ucciso. Lascia la moglie e il figlio Maiki.
La scomparsa di Abe scosse particolarmente il mondo delle moto, in quanto era un pilota molto amato dagli appassionati delle due ruote. Valentino Rossi è stato un suo dichiarato fan (in un'intervista dichiarò che Abe fu l'unico pilota a cui avesse mai chiesto un autografo), a tal punto da essere noto, nei suoi primi anni di carriera, con il soprannome di "Rossifumi". A lui ha dedicato la vittoria del Campionato MotoGP 2008 (ottavo titolo mondiale in carriera) dopo la gara in Giappone, dove ha corso con un adesivo sul casco ricordando il suo nome.

## Vita privata
Abe ha avuto un figlio, Maiki, che ha deciso di diventare un pilota motociclistico e di seguire le orme del padre. Il giovane classe 2004 gareggia nell'All Japan Road Race Championship, e nel 2023 ha esordito nel campionato mondiale Supersport. Nel 2022 è stato chiamato da Valentino Rossi presso il suo famoso Ranch a Tavullia, accompagnato da suo nonno Mitsuo, dove ha sostenuto l'allenamento Yamaha VR46 Mastercamp.

## Risultati in gara

### Motomondiale
| 1994 | Classe | Moto           |  |  |     |  |  |  |  |  |  |  |   |   |  |  |  |  | Punti | Pos. |
| ---- | ------ | -------------- |  |  | --- |  |  |  |  |  |  |  | - | - |  |  |  |  | ----- | ---- |
| 1994 | 500    | Honda e Yamaha |  |  | Rit |  |  |  |  |  |  |  | 6 | 6 |  |  |  |  | 20    | 17º  |

| 1995 | Classe | Moto   |   |     |   |   |   |   |   |     |    |     |   |   |     |  |  |  | Punti | Pos. |
| ---- | ------ | ------ | - | --- | - | - | - | - | - | --- | -- | --- | - | - | --- |  |  |  | ----- | ---- |
| 1995 | 500    | Yamaha | 9 | Rit | 9 | 4 | 8 | 6 | 6 | Rit | 18 | Rit | 3 | 6 | Rit |  |  |  | 81    | 9º   |

| 1996 | Classe | Moto   |   |   |   |     |    |   |   |   |   |   |    |   |    |   |     |  | Punti | Pos. |
| ---- | ------ | ------ | - | - | - | --- | -- | - | - | - | - | - | -- | - | -- | - | --- |  | ----- | ---- |
| 1996 | 500    | Yamaha | 8 | 9 | 1 | Rit | 11 | 4 | 6 | 6 | 3 | 3 | 11 | 5 | 10 | 3 | Rit |  | 148   | 5º   |

| 1997 | Classe | Moto   |   |   |   |   |   |   |    |   |     |   |   |   |    |   |   |  | Punti | Pos. |
| ---- | ------ | ------ | - | - | - | - | - | - | -- | - | --- | - | - | - | -- | - | - |  | ----- | ---- |
| 1997 | 500    | Yamaha | 8 | 7 | 7 | 7 | 9 | 7 | 10 | 7 | Rit | 5 | 9 | 5 | 12 | 5 | 3 |  | 126   | 7º   |

| 1998 | Classe | Moto   |    |     |   |   |   |   |     |   |     |   |   |   |   |   |  |  | Punti | Pos. |
| ---- | ------ | ------ | -- | --- | - | - | - | - | --- | - | --- | - | - | - | - | - |  |  | ----- | ---- |
| 1998 | 500    | Yamaha | 14 | Rit | 6 | 6 | 7 | 2 | Rit | 3 | Rit | 5 | 6 | 3 | 5 | 4 |  |  | 128   | 6º   |

| 1999 | Classe | Moto   |     |   |   |   |     |     |   |   |   |     |    |   |    |   |   |   | Punti | Pos. |
| ---- | ------ | ------ | --- | - | - | - | --- | --- | - | - | - | --- | -- | - | -- | - | - | - | ----- | ---- |
| 1999 | 500    | Yamaha | Rit | 3 | 5 | 6 | Rit | Rit | 6 | 6 | 3 | Rit | 11 | 6 | 16 | 9 | 1 | 3 | 136   | 6º   |

| 2000 | Classe | Moto   |   |    |   |     |   |   |   |    |   |    |     |   |     |   |   |   | Punti | Pos. |
| ---- | ------ | ------ | - | -- | - | --- | - | - | - | -- | - | -- | --- | - | --- | - | - | - | ----- | ---- |
| 2000 | 500    | Yamaha | 7 | 17 | 1 | Rit | 2 | 5 | 2 | 10 | 6 | 11 | Rit | 9 | Rit | 4 | 5 | 6 | 147   | 8º   |

| 2001 | Classe | Moto   |   |   |   |   |   |   |     |     |   |   |     |   |   |    |    |   | Punti | Pos. |
| ---- | ------ | ------ | - | - | - | - | - | - | --- | --- | - | - | --- | - | - | -- | -- | - | ----- | ---- |
| 2001 | 500    | Yamaha | 4 | 5 | 2 | 4 | 9 | 6 | Rit | Rit | 4 | 4 | Rit | 8 | 4 | 13 | 13 | 6 | 137   | 7º   |

| 2002 | Classe | Moto   |   |   |   |   |   |    |   |   |   |   |   |   |   |    |    |    | Punti | Pos. |
| ---- | ------ | ------ | - | - | - | - | - | -- | - | - | - | - | - | - | - | -- | -- | -- | ----- | ---- |
| 2002 | MotoGP | Yamaha | 5 | 7 | 6 | 4 | 7 | 16 | 9 | 4 | 6 | 8 | 7 | 6 | 8 | 10 | NP | 10 | 129   | 6º   |

| 2003 | Classe | Moto   |    |   |  |    |  |  |  |  |    |  |  |  |  |  |  |   | Punti | Pos. |
| ---- | ------ | ------ | -- | - |  | -- |  |  |  |  | -- |  |  |  |  |  |  | - | ----- | ---- |
| 2003 | MotoGP | Yamaha | 11 | 8 |  | 11 |  |  |  |  | 10 |  |  |  |  |  |  | 9 | 31    | 16º  |

| 2004 | Classe | Moto   |   |    |     |   |   |    |   |     |     |   |    |     |   |    |    |    | Punti | Pos. |
| ---- | ------ | ------ | - | -- | --- | - | - | -- | - | --- | --- | - | -- | --- | - | -- | -- | -- | ----- | ---- |
| 2004 | MotoGP | Yamaha | 9 | 11 | Rit | 7 | 9 | 11 | 8 | Rit | Rit | 8 | 10 | Rit | 7 | 12 | 17 | 10 | 74    | 13º  |

| Legenda | 1º posto        | 2º posto            | 3º posto            | A punti      | Senza punti        | Grassetto – Pole position Corsivo – Giro più veloce |
| Legenda | Gara non valida | Non qual./Non part. | Ritirato/Non class. | Squalificato | '-' Dato non disp. | Grassetto – Pole position Corsivo – Giro più veloce |

### Campionato mondiale Superbike
| 2005 | Moto   |    |   |   |   |     |   |    |    |     |   |     |    |   |   |    |     |     |   |   |   |     |    |    |   |  |  | Punti | Pos. |
| ---- | ------ | -- | - | - | - | --- | - | -- | -- | --- | - | --- | -- | - | - | -- | --- | --- | - | - | - | --- | -- | -- | - |  |  | ----- | ---- |
| 2005 | Yamaha | 10 | 7 | 6 | 8 | Rit | 5 | 10 | 12 | Rit | 8 | Rit | 15 | 9 | 4 | 11 | Rit | Rit | 9 | 9 | 8 | Rit | AN | 10 | 9 |  |  | 123   | 13º  |

| 2006 | Moto   |    |    |    |    |   |   |     |    |    |    |    |    |   |    |    |    |   |     |    |    |   |    |    |    |  |  | Punti | Pos. |
| ---- | ------ | -- | -- | -- | -- | - | - | --- | -- | -- | -- | -- | -- | - | -- | -- | -- | - | --- | -- | -- | - | -- | -- | -- |  |  | ----- | ---- |
| 2006 | Yamaha | 11 | 11 | 17 | 12 | 4 | 4 | Rit | 16 | 10 | 11 | 10 | 13 | 9 | 12 | 13 | 13 | 5 | Rit | 16 | 11 | 9 | 11 | 13 | 12 |  |  | 112   | 13º  |

| Legenda | 1º posto        | 2º posto            | 3º posto           | A punti      | Senza punti        | Grassetto – Pole position Corsivo – Giro più veloce |
| Legenda | Gara non valida | Non qual./Non part. | Ritirato/Non class | Squalificato | '-' Dato non disp. | Grassetto – Pole position Corsivo – Giro più veloce |